# Aquemini
Aquemini är den amerikanska hiphopduon Outkasts tredje studioalbum, släppt 29 september 1998 av LaFace Records. Albumtiteln är ett teleskopord av duons stjärntecken, Aquarius (sv: vattumannen, Big Boi) och Gemini (sv: tvillingarna, André 3000).

## Låtlista
Låtlista och samplingar från albumets broschyr.
| Nr           | Titel                                             | Kompositör   | Producent(er)   | Längd |
| ------------ | ------------------------------------------------- | ------------ | --------------- | ----- |
| 1.           | Hold On, Be Strong (med 4.0)                      |              |                 | 1:11  |
| 2.           | Return of the 'G' (med Lil Will)                  |              | Organized Noize | 4:49  |
| 3.           | Rosa Parks                                        |              | OutKast         | 5:24  |
| 4.           | Skew It on the Bar-B (med Raekwon)                |              | Organized Noize | 3:15  |
| 5.           | Aquemini                                          |              | OutKast         | 5:19  |
| 6.           | Synthesizer (med George Clinton)                  |              | OutKast         | 5:11  |
| 7.           | Slump (med Backbone och Cool Breeze)              |              | OutKast         | 5:09  |
| 8.           | West Savannah (med Sleepy Brown)                  |              | Organized Noize | 4:03  |
| 9.           | Da Art of Storytellin' (Pt. 1) (med Sleepy Brown) |              | Mr. DJ          | 3:43  |
| 10.          | Da Art of Storytellin' (Pt. 2)                    |              | Mr. DJ          | 2:48  |
| 11.          | Mamacita (med Masada och Witchdoctor)             |              | Organized Noize | 5:52  |
| 12.          | SpottieOttieDopaliscious (med Sleepy Brown)       |              | OutKast         | 7:07  |
| 13.          | Y'All Scared (med T-Mo, Big Gipp och Khujo)       |              | Mr. DJ          | 4:50  |
| 14.          | Nathaniel (med Supa Nate)                         |              | OutKast         | 1:10  |
| 15.          | Liberation (med Cee-Lo, Erykah Badu och Big Rube) |              | OutKast         | 8:46  |
| 16.          | Chonkyfire                                        |              | OutKast         | 6:10  |
| Total längd: | Total längd:                                      | Total längd: | Total längd:    | 74:47 |

(På vinylutgåvan flyttades "Chonkyfire" så att den spelas efter "Y'all Scared".)
Samplingar
- "Return of the 'G'" innehåller interpolationer från "Superfly" av Curtis Mayfield
- "Rosa Parks" innehåller interpolationer från "Cancion De Amor" av The Sandpipers
- "Skew It on the Bar-B" innehåller en interpolation från "Police Woman" av Henry Mancini
- "Synthesizer" innehåller en interpolation från "Rock Dirge" av Sly Stone
- "SpottieOttieDopaliscious" innehåller utdrag från "Dancing With the Moonlit Knight" av Genesis
- "Y'All Scared" innehåller interpolationer från "Air Born" av Camel